# Llanrumney
Llanrumney är en community i Storbritannien.   Den ligger i kommunen Cardiff och riksdelen Wales, i den södra delen av landet, 210 km väster om huvudstaden London.
Llanrumney är en förort i östra delen av staden Cardiff.